# Eleições gerais na Serra Leoa em 1967
As eleições gerais na Serra Leoa em 1967 foram realizadas em 17 de março daquele ano no país. Elas foram vencidas pela oposição, representada pelo Congresso de Todo o Povo, marcando a primeira vez que um partido no poder perdeu uma eleição na África Subsaariana (excluindo os governados por brancos na África do Sul e Rodésia do Sul). No entanto, o Congresso de Todo o Povo foi derrubado por um golpe militar horas depois de assumir o poder. Posteriormente, o partido foi levado novamente ao cargo após um contra-golpe no ano seguinte.
Embora o Partido Popular de Serra Leoa tenha vencido as eleições anteriores em 1962, ele se tornou cada vez mais impopular, em parte devido às tentativas malsucedidas de Albert Margai de converter o país em um Estado de partido único, acusações de corrupção e uma tentativa de prevenir partidos da oposição concorrendo contra ele e três outros candidatos de seu grupo partidário.
Havia também uma dimensão étnica nas eleições. O Partido Popular de Serra Leoa tendia a ser apoiado pelos Mendés, Sherbro e Fula, enquanto o Congresso de Todo o Povo era mais popular entre os Temnes, Susu, Loko, Mandinka e Crioulos. O antagonismo em relação ao Partido Popular de Serra Leoa havia crescido devido à promoção, por Margai, de vários Mendés a cargos de destaque no funcionalismo público do país e ao fato de o grupo estar começando a dominar o exército do país.